# Campagnes de l'empereur Yongle contre les Mongols
Les campagnes de l'empereur Yongle contre les Mongols (1410-1424) sont une série de campagnes militaires organisées par Ming Yongle, un empereur de la dynastie Ming, contre les Mongols. Durant son règne, il lance plusieurs campagnes militaires agressives contre les Mongols de la Dynastie Yuan du Nord, ceux des Quatre oïrats et diverses autres tribus mongoles.

## Situation avant le début du conflit
Les conflits entre les Mongols et la dynastie Ming sont antérieurs aux campagnes de l'empereur Ming Yongle. Ainsi, Ming Hongwu, le fondateur de la dynastie Ming, légitime ses prétentions au trône impérial en chassant du pouvoir les empereurs mongols de la dynastie Yuan. Par la suite, et toujours pendant le règne d'Hongwu, le commandant mongol Naghachu se rend aux Ming en 1387 et le khan mongol Togustemur est vaincu par les armées Ming du général Lan Yu en 1388. Les nombreuses tribus mongoles de Mandchourie font leur soumission aux Ming, qui les incorporèrent aux commanderies Uriyangkhad pour servir aux régions frontières nord de l'Empire. Toutefois, les Mongols des Quatre oïrats et ceux de la Dynastie Yuan du Nord restent hostiles à la Chine des Ming.
En 1403, Örüg Temür Khan, le Khagan de la dynastie Yuan du Nord, est renversé et remplacé par Bunyashiri, le frère de Gün Temür Khan, le Khagan qui régnait avant Örüg. Une fois couronné, Bunyashiri reçoit le titre d'Oldjaï Témür. Membre du clan Bordjigin, le nouveau Khagan est un descendant direct de Gengis Khan, qui veut en finir avec la politique de soumission aux Ming suivie par son prédécesseur. Aussi, lorsqu'en 1409 la cour Impériale Ming dépêche l'ambassadeur Guo Ji à la Cour d'Oldjaï pour le féliciter et exiger qu'il se soumette en tant que vassal de la Chine des Ming, ce dernier répond en faisant exécuter l'envoyé de Yongle,. La même année, Arouktaï, un chef de la tribu mongole des Asod, fait décapiter un autre envoyé de l'empereur Yongle et déclare son allégeance au nouveau Khagan. En revanche, Mahmoud, le khan des tribus mongoles des Quatre oirat avait envoyé une mission diplomatique pour verser un tribut à la Cour impériale Ming en 1408. En établissant des relations avec les Oirats, les Ming utilisent à leur avantage les conflits existant entre les différentes tribus mongoles pour compenser leur perte d'influence sur les Yuan du Nord,. L'inimitié des Ming envers les Mongols Yuan née de leur refus d'accepter le statut de vassal et du meurtre d'un émissaire Ming, est encore amplifiée par la défaite des armées chinoises lors de la bataille de Kherlen. La riposte ne se fait guère attendre et entre 1410 et 1424, l'empereur Yongle mène cinq campagnes militaires contre les Mongols.

## Déroulement du conflit

### Première campagne
Durant l'hiver 1409, l'empereur Yongle prépare son expédition militaire. Le 25 mars 1410, il quitte Pékin à la tête de son expédition militaire contre les Mongols des Yuan du Nord. Les effectifs de l'armée qui quitte la capitale sont estimés à environ 100 000 soldats, même si le Mingshi donne un chiffre improbable de 500 000 hommes,. 30 000 chariots sont utilisés pour le transport, chariots qui se rendent respectivement à Xuanfu, Xinghe et Kerulen.
Les armées, en provenance de Xinghe, s'arrêtent à Minluanshu, car l'empereur Yongle y organise un grand défilé militaire devant les envoyés des Mongols Oirat. Sur la rive nord de la rivière Kerülen, l'empereur fait graver sur les rochers "Huitième année du Geng Yin de Yongle (année ganzhi), quatrième mois Ding You (mois ganzhi), seizième jour Ren Zi [19 mai 1410], l'Empereur du Grand Ming est passé ici avec six armées pendant l'expédition punitive contre les bandits barbares."
Face à cette attaque de grande ampleur, Oldjaï Témür veut fuir les armées chinoises qui marchent sur la Mongolie, mais Arouktaï est en désaccord avec lui. Par conséquent, les deux dirigeants mongols et leurs troupes se séparent et partent dans des directions différente,. L'armée Ming commence par poursuivre Oldajaï,, qui est rattrapé le 15 juin 1410, date à laquelle ses troupes sont annihilées lors d'une bataille qui se déroule sur les rives de la rivière Onon,. Mais malgré sa défaite, le Khagan des Yuan du Nord réussit à échapper aux Ming,. Après cette première victoire, l'armée Ming reprend sa marche et se lance à la poursuite des soldats d'Arouktaï. Le Khan des Asod est rattrapé et vaincu à Qingluzhen, près de la rivière Taor, mais, comme Oldjaï avant lui, il réussit à s'enfuir avec ses derniers soldats. Après ces deux victoires, l'empereur Yongle met fin à la campagne et retourne à Pékin le 15 septembre 1410.
Après sa défaite, Arouktaï tente d'établir une relation, très fragile, avec la Chine des Ming car il craint la puissance militaire des Chinois et désire obtenir des marchandises chinoises par le commerce. Il se rend et se reconnait vassal de la Chine, ce qui permet d'établir une alliance entre Arouktaï et la Cour Impériale Ming. Fin 1410, Arouktaï envoie un tribut composé de chevaux à la cour impériale Ming et reçoit en retour des privilèges commerciaux. Pour ce qui est d'Oldjaï Témür, au printemps 1412, les Oirats de Mahmoud le trouvent et le tuent, alors qu'il était toujours en train de fuir les armées Ming,.

### Seconde campagne
Durant les années qui suivent cette première expédition, l'attitude de la cour chinoise envers les Oirats devient de plus en plus dédaigneuse et négative. L'empereur Yongle rejette la demande de Mahmoud, qui lui demandait d'accorder des récompenses à ses hommes qui avaient combattu Oldjaï Témür et Arouktaï. Ce mépris rend rapidement Mahmoud fou de rage, au point qu'il fait emprisonner les envoyés Ming qui étaient arrivés de Chine. L'empereur Yongle réagit en envoyant l'eunuque Hai T'ung à la Cour de Mahmoud, dans une tentative infructueuse pour obtenir leur libération.
En 1413, se sentant menacé, Mahmoud envoie 30 000 soldats mongols à la rivière Kerulen pour attaquer la Chine des Ming. Fin 1413, Arouktaï signale à la cour des Ming que Mahmoud et ses Oirats ont traversé la rivière Kerulen, ce qui prouve que la guerre entre eux et les Ming est imminente. Le 6 avril 1414, l'empereur Yongle quitte Pékin pour mener une campagne militaire contre les Mongols Oirats. Les Ming avancent via Xinghe jusqu'à Kerulen, où ils rencontrent les Oirats lors d'une bataille en amont de la rivière Tula. Pour être précis, la bataille entre l'armée Ming et les Oirat a eu lieu entre les cours supérieurs de la Tula et de la Kerulen. Les Mongols Oirat sont écrasés par le bombardement des canons Ming, et leurs effectifs sont considérablement réduits, au point qu'ils sont forcés de battre en retraite. Mahmoud et Delbeg Khan doivent fuir devant les armées Ming,. L'empereur Yongle met alors fin à la campagne et retourne à Pékin en août 1414.
Totalement absent lors des combats, Arouktaï s'excuse de manière douteuse, en prétendant qu'il n'a pas pu se joindre à la bataille pour cause de maladie,. Du côté des Oirats, même si, après sa défaite, Mahmoud cherche à se réconcilier avec les Ming, l'empereur Yongle regarde cette tentative avec beaucoup de suspicion. De toute façon, avant que quoi que ce soit ne se concrétise, Arouktaï attaque et tue Mahmoud et Delbeg Khan en 1416,.

### Troisième campagne

Portrait de l'empereur Yongle (Musée national du Palais)

Arouktaï espérait obtenir des récompenses de la Cour des Ming après l'avoir aidée contre les Oirats. Cependant, les Ming se contentent d'accorder des titres à Arouktaï et à sa mère, sans lui donner les privilèges commerciaux qu'il voulait. À la suite de ce refus, Arouktaï prend une attitude de plus en plus hostile envers les Ming et commence à attaquer les caravanes qui empruntent les routes commerciales du nord en direction de la Chine,. En 1421, il cesse d'envoyer des tributs aux Ming, puis en 1422, il attaque et envahit la forteresse frontalière de Xinghe,. Les Ming ripostent en lançant une troisième campagne militaire contre les Mongols.
Beaucoup de hauts fonctionnaires s'opposent à l'expédition et pressent l'empereur de ne pas la lancer, parce qu'ils trouvent qu'elle représentait une trop grosse dépense pour le budget de l'empire, mais l'empereur rejette les conseils de ses fonctionnaires,. Finalement, après s'être opposé a l'empereur, le ministre de la Guerre Fang Bin se suicide, tandis que le ministre du Revenu Xia Yuanji et le ministre des Travaux publics Wu Zhong sont emprisonnés.
Le 12 avril 1422, l'empereur Yongle et ses armées quittent Pékin et marchent en direction de Kulun. Selon Rossabi (1998), l'armée Ming compterait 235 000 soldats. Selon Perdue (2005), elle comprend 235 146 hommes, 340 000 ânes, 117 573 charrettes et 370 000 shi de grain. L'empereur Yongle mène ses armées vers Dolon, où Arouktaï a son campement. Une force de 20 000 hommes est détachée du gros des troupes et envoyée dans les commanderies d'Uriankhai, qui étaient tombées aux mains d'Arouktaï. Les commanderies sont reprises en juillet. Les armées Ming font peur à Arughtai, qui évite l'engagement en s'enfuyant loin dans la steppe,. Les Ming répondent à ce repli par la destruction et le pillage de ses campements. Cette situation frustrante et inédite a amené l'empereur Yongle à se concentrer sur trois tribus mongoles Uriankhai qui, bien que n'étant pas impliquées dans les actes hostiles d'Arouktaï, subissent des attaques très violentes suivies de pillages. Les pillages et les attaques contre tous les Mongols qui se trouvent sur le chemin des armées Ming deviennent une constante lors des campagnes suivantes. Les armées Ming rentrent à Pékin le 23 septembre sans avoir réussi à trouver Arughtai.

### Quatrième campagne
En 1423, l'empereur Yongle lance une attaque préventive contre Arouktaï. Parties de Pékin en août, les armées Ming traversent Xinghe et Wanquan. Cependant, comme lors de la troisième campagne, Arouktaï préfère s'enfuir pour échapper à l'avancée des troupes des Ming. Comme en 1422, les troupes chinoises attaquent et pillent tous les Mongols qui se trouvent sur leur chemin. Yongle n'obtient aucun résultat probant, à part la reddition d'Esen Tügel, un commandant mongol des Yuan du Nord. Finalement, les armées Ming retournent à Pékin en décembre 1423, sans avoir réussi à engager le combat contre les troupes d'Arouktaï.

### Cinquième campagne
Arouktaï continuant à attaquer la frontière nord à Kaiping et Datong,, l'empereur Yongle répond en 1424 en lançant sa cinquième et dernière campagne,. Une fois de plus, il rassemble ses armées à Pékin et à Xuanfu. Début avril, il quitte Pékin et marche en direction des positions des troupes d'Arughtai. Les soldats chinois marchent à travers Tumu et vers le nord jusqu'à Kaiping. Une fois de plus, Arouktaï évite l'engagement en s'enfuyant devant l'approche de l'armée Ming. Certains des commandants Ming veulent poursuivre les troupes mongoles d'Arouktaï, mais l'empereur Yongle sent qu'il s'est surmené au-delà de ses limites et ordonne le repli de ses armées. Le 12 août 1424, l'empereur meurt sur le chemin du retour vers la Chine.

## Lire également
- Campagne de la Dynastie Ming contre l'Uriankhai
- Bataille du lac Buir
- Bataille de Kherlen